# طرقه آوازخوان آبی
طرقۀ آوازخوان آبی (نام علمی: Myophonus caeruleus) نوعی توکای آوازخوان است که در کوه‌های آسیای مرکزی، جنوب آسیا، چین و جنوب شرق آسیا یافت می‌شود. این گونه به خاطر آهنگ سوت بلند انسان‌مانندش در سپیده‌دم و غروب شناخته می‌شود. جمعیت‌های پراکنده تغییرهایی را در اندازه و بال نشان می‌دهند که تعدادی از آنها به عنوان زیرگونه در نظر گرفته می‌شوند. مانند دیگران در این جنس، آنها از روی زمین، اغلب در کنار نهرها و در مکان‌های مرطوب به دنبال حلزون‌ها، خرچنگ‌ها، میوه‌ها و حشرات هستند.

## زیستگاه و پراکنش
در امتداد تیان شان و هیمالیا، در جنگل‌های معتدله و جنگل‌های کوهستانی مرطوب نیمه‌گرمسیری یا گرمسیری یافت می‌شود. این گونه در سراسر افغانستان، بنگلادش، بوتان، کامبوج، چین، هنگ کنگ، هند، اندونزی، قزاقستان، لائوس، ماکائو، مالزی، میانمار، نپال، تاجیکستان، تایلند، تبت، ترکمنستان، پاکستان و ویتنام گسترده‌است. آنها در هیمالیا حرکات ارتفاعی دارند و در زمستان پایین می‌آیند.

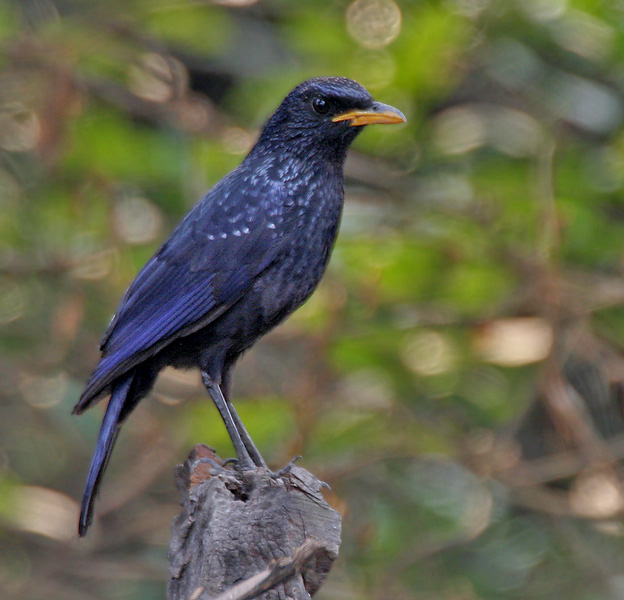
زیرگونهٔ M. c. temminckii در Buxa Tiger Reserve، هند